# YJ-1
Die YJ-1 ist ein Seezielflugkörper aus der Volksrepublik China. Die Exportbezeichnung lautet C-801 Eagle Strike. In ihrem Herkunftsland wird sie auch Yingji 1 oder 鹰击1 bezeichnet. Im Westen trägt sie den NATO-Codenamen CSS-N-4 Sardine. Die YJ-1 bildet die Basis einer ganzen Familie von Lenkwaffen. So entstand in den 1980er-Jahren die Ausführung YJ-2 (Yingji 2). Diese Ausführung bekam von der NATO die Bezeichnung CSS-N-8 Saccade. Die Exportbezeichnung dieser Ausführung lautet C-802. Die Lenkwaffen können von Schiffen, U-Booten, Fahrzeugen, Hubschraubern und Flugzeugen eingesetzt werden.

## Entwicklung
Über den Ursprung der YJ-1 gibt es widersprüchliche Informationen. Zum einen nimmt man an, dass der Entwurf der YJ-1 auf der französischen Exocet beruht. Dies erscheint durchaus plausibel, da die YJ-1 äußerlich stark der Exocet ähnelt. Ebenso versuchte die Volksrepublik China Mitte der 1970er-Jahre, Exocet-Seezielflugkörper in Frankreich und bei Exportkunden zu beschaffen. Zumindest im Fall von Frankreich kam kein Erwerb zustande, da China die Exocet als zu teuer erachtete. Andere Quellen nehmen an, dass die YJ-1 ein kompletter Eigenentwurf aus der Volksrepublik China ist. Die Entwicklung unter der heimischen Bezeichnung YJ-1 begann vermutlich 1976 und erstmals wurde sie vom Westen 1984 beobachtet. Im Jahr 1986 wurde sie in der Pariser Luftfahrtschau unter der Bezeichnung C-801 Eagle Strike offiziell der Öffentlichkeit präsentiert. Ab diesem Zeitpunkt wurde die Waffe auch auf dem Exportmarkt angeboten. Mit der Installation der ersten Lenkwaffen auf Schiffen der Marine der Volksrepublik China wurde im Jahr 1987 Initial Operating Capability erreicht. Basierend auf der YJ-1 entstand in den darauffolgenden Jahren eine ganze Familie von Seezielflugkörpern. So entstand später die Ausführung YJ-2, die von einem Turbojet-Triebwerk angetrieben wird und eine deutlich größere Reichweite von 120 km aufweist. Die Entwicklung der YJ-2 begann vermutlich Mitte der 1980er-Jahre. Als Basis diente der sich zu dieser Zeit in der Testphase befindende YJ-1-Seezielflugkörper. Zu diesem Zweck ersetzte man das Feststoff-Raketentriebwerk der YJ-1 durch ein um 66 cm verlängertes Rumpfsegment. In diesem wurden ein Turbojet-Triebwerk sowie das zugehörige Flugbenzin untergebracht. Die ersten Ausführungen verwendeten einen Nachbau eines Turbojet-Triebwerkes, der auf dem einer geborgenen BQM-34 Firebee-Aufklärungsdrohne der USA beruhte. Bei späteren Ausführungen kommt eine Kopie des TRI-60-2-Turbojet zum Einsatz. Dieses aus Frankreich stammende Triebwerk wird mittels Reverse-Engineering in China nachgebaut. Noch während der andauernden Entwicklungsarbeiten wurde die YJ-2 im Jahr 1988 der Öffentlichkeit vorgestellt. Auch wurde sie ab diesem Zeitpunkt auf dem Exportmarkt angeboten. Die Flugtests fanden vermutlich zwischen 1994 und 1995 statt. Die Initial Operating Capability wurde vermutlich im November 1995 erreicht. Im selben Jahr wurde die YJ-2 auch im Iran beobachtet. Wenig später, 1997, wurde die YJ-2 auf Zerstörern der Luhai-Klasse (Typ 051B) der Marine der Volksrepublik China beobachtet.

## Technik
Bis zur Einführung der YJ-1 beruhten die Seezielflugkörper der Volksrepublik China auf der sowjetischen P-15 Termit (NATO-Codename SS-N-2 Styx). Diese Seezielflugkörper waren große und schwere Lenkwaffen, die im Westen als überholt galten. Die Einführung der kompakten YJ-1 stellte eine radikale Abkehr von der Praxis der großen Seezielflugkörper sowie eine technologische Annäherung an westliche Seezielflugkörper dar. Durch die Installation der YJ-1 auf Schiffen der Volksrepublik China konnte die Schlagkraft der Marine der Volksrepublik China deutlich erhöht werden. Auch war die YJ-1 der erste Seezielflugkörper aus chinesischer Produktion, der von taktischen Kampfflugzeugen zum Einsatz gebracht werden konnte. Nach japanischen Quellen hat die YJ-1 eine Trefferwahrscheinlichkeit von 75 %.
Die YJ-1/2 kann von Flugzeugen, Hubschraubern, Schiffen, U-Booten oder von Fahrzeugen zum Einsatz gebracht werden. Vor dem Start müssen dem Navigationssystem der Lenkwaffe die Koordinaten sowie der Kurs des Zieles übermittelt werden. Diese werden mittels Radar, Sonar oder ELINT durch die jeweilige Startplattform ermittelt. Die YJ-1 ist eine Fire-and-Forget-Waffe und die Lenkwaffe findet nach dem Start ihr Ziel ohne weiteres Zutun durch Operateure.
Die schiffsbasierte Ausführung der YJ-1 hat eine Länge von 5,81 m und wiegt 815 kg. Die luftgestützte Ausführung verfügt über keinen Feststoffbooster, hat eine Länge von 4,65 m und wiegt 655 kg. Die YJ-1 lässt sich im Groben in vier Sektionen aufteilen. In der ogivalen Lenkwaffenspitze befinden sich der Suchkopf sowie die Bordelektronik. Der Suchkopf ist ein aktiv arbeitender Monopuls-Radarsuchkopf, der in einem Frequenzbereich von 10–20 GHz (J-Band) arbeitet. Dahinter befindet sich der 165 kg schwere hochexplosiv-panzerbrechende Sprengkopf. Direkt daran folgt das Feststoff-Raketentriebwerk. Im Lenkwaffenheck befindet sich die Raketendüse. Neben der Raketendüse sind die Aktuatoren für die Lenkflügel untergebracht. Je nach Ausführung ist am Lenkwaffenheck ein Feststoffbooster angebracht, der nach seinem Ausbrennen abgeworfen wird.
Die schiffsbasierte Ausführung der YJ-2 hat eine Länge von 6,39 m und wiegt 715 kg. Die luftgestützte Ausführung verfügt über keinen Feststoffbooster, hat eine Länge von 5,31 m und wiegt 555 kg. Der Aufbau gleicht der Ausführung YJ-1. Gegenüber dieser wird die YJ-2 anstelle eines Feststoff-Raketentriebwerks von einem Turbojet-Triebwerk angetrieben. Die vordere Rumpfsektion ist die gleiche wie die der YJ-1. Hinter dem Sprengkopf befindet sich der Treibstofftank. In dieser Sektion befindet sich an der Rumpfunterseite der Lufteinlass für das Marschtriebwerk. Im Lenkwaffenheck ist das Turbojet-Triebwerk untergebracht. Neben dem Triebwerk sind die Aktuatoren für die Lenkflügel untergebracht. Wie bei der YJ-1 ist am Lenkwaffenheck ein Feststoffbooster angebracht, der nach seinem Ausbrennen abgeworfen wird.

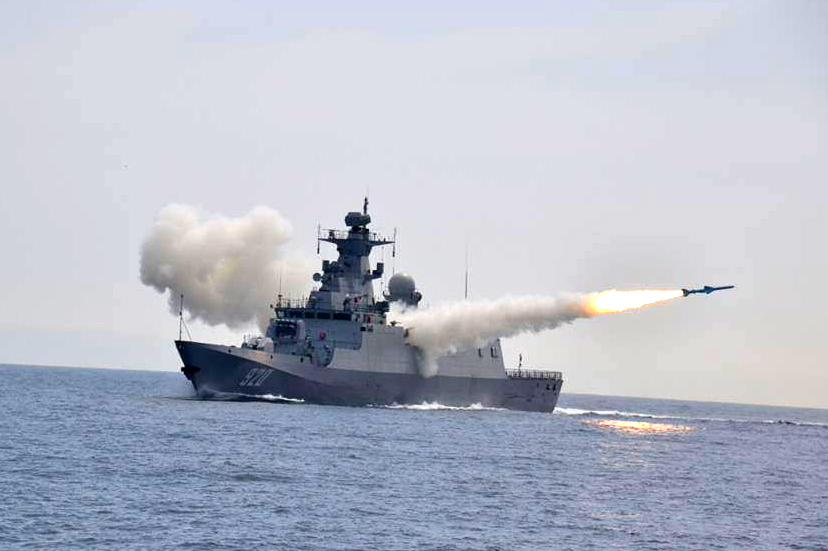
Start einer C-802 der Algerischen Marine

Die schiffsbasierten Ausführungen der YJ-1/2 sind in wasserdichten, eckigen Doppel-Startkanistern aus Aluminium auf dem Schiffsdeck installiert. Die Startkanister haben eine fixe Elevation von 10–15°. Sie können sowohl auf kleinen Flugkörperschnellbooten als auch auf größeren Fregatten und Zerstörern installiert werden. Der Start erfolgt mit Hilfe des Feststoffboosters am Lenkwaffenheck. Nach dem Verlassen des Stahlbehälters entfalten sich die Faltflügel. Mit Hilfe des Boosters steigt die Lenkwaffe auf eine Höhe von rund 50 m. Nachdem der Booster ausgebrannt ist, wird er abgeworfen und das Marschtriebwerk zündet. Jetzt sinkt die Lenkwaffe auf eine Marschflughöhe von 20–30 m. Ein Radar-Höhenmesser sorgt für den nötigen Sicherheitsabstand zwischen den Lenkwaffen und der Meeresoberfläche. Die Navigation während des Marschfluges erfolgt mittels einer Trägheitsnavigationsplattform. Im Zielgebiet angekommen aktiviert die Lenkwaffe den aktiven Radarsuchkopf. Der Suchkopf schaltet automatisch auf den vorgängig ermittelten Radarkontakt oder auf das größte Radarziel auf. Wurde das Ziel erfasst, sinkt die Lenkwaffe auf eine Flughöhe von 5–7 m (je nach Seegang). Im optimalen Fall durchschlägt die Lenkwaffe die Bordwand des Schiffes und der 165 kg schwere Sprengkopf detoniert mit einer kurzen Verzögerung im Schiffsinneren. Falls das Ziel nur wenig aus dem Wasser ragt, ist es möglich, dass die Lenkwaffe über dieses fliegt. In diesem Fall wird der Sprengkopf durch einen Annäherungszünder zur Detonation gebracht. Im optimalen Fall erfolgt diese, während sich die Lenkwaffe über den Aufbauten des Zieles befindet. Das Ziel erfährt bei der Detonation eine Gasschlagwirkung und wird mit Splittern eingedeckt.
Die landgebundenen Ausführungen der YJ-1/2 dienen zur Küstenverteidigung und sind auf Lastkraftwagen installiert. Jeweils zwei bis drei Startkanister sind auf einem Fahrzeug untergebracht. Eine typische Batterie besteht aus vier Startfahrzeugen mit YJ-1-Lenkwaffen, einem Fahrzeug mit dem Feuerleitradar sowie einem weiteren Fahrzeug mit einem Generator zur Energieversorgung der Batterie. Wie bei der schiffsbasierten Ausführung werden die Lenkwaffen mittels des Feststoffboosters aus den Startkanistern gestartet. Der Flugverlauf erfolgt analog der schiffsbasierten Ausführung.

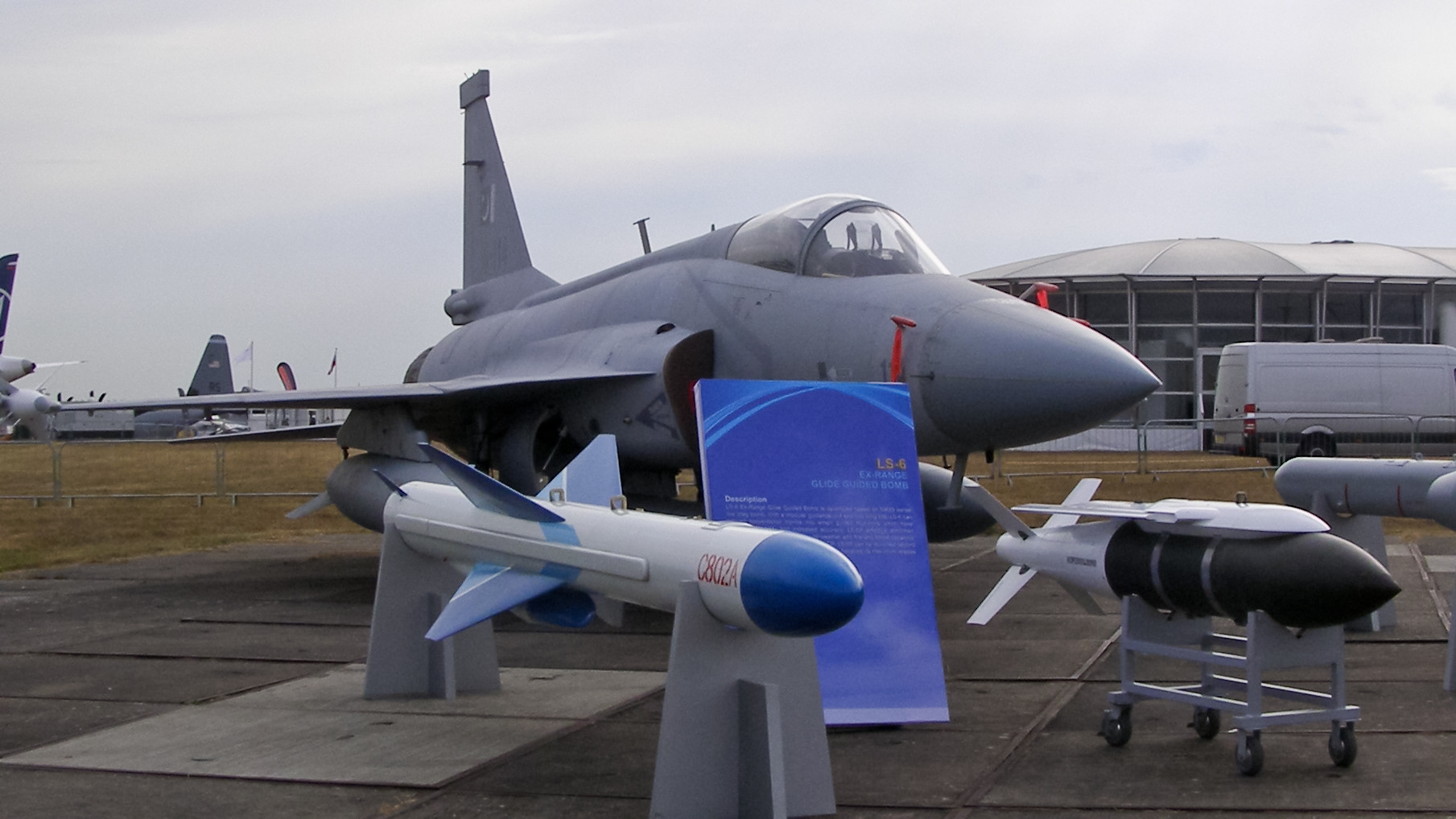
C-802A an der Farnborough International Airshow 2010

Die luftgestützten Ausführungen der YJ-1/2 können von Flugzeugen und Hubschraubern zum Einsatz gebracht werden. Im Gegensatz zu den schiffsbasierten Ausführungen benötigen diese Versionen keinen Startbooster. Nach dem Abwurf erfolgt zunächst eine kurze antriebslose Phase. Erst in sicherem Abstand zum Flugzeug oder Hubschrauber zündet das Marschtriebwerk. Danach sinkt die Lenkwaffe auf eine Marschflughöhe von 20–30 m. Ab dieser Phase erfolgt der weitere Flugverlauf analog der schiffsbasierten Ausführung. Als Startplattformen dienen der Hubschrauber CHAIC Z-8, die Kampfflugzeuge Chengdu FC-1, Nanchang Q-5, Xian JH-7 sowie der Bomber Xian H-6.
Die erste Ausführung der U-Boot-basierten YJ-1/2 wurde zu Testzwecken auf einem modifizierten U-Boot des Typ 035 (Ming-Klasse) installiert. Dieses Boot bekam später die Bezeichnung Wuhan (Typ 033). Auf diesem Boot waren die sechs Lenkwaffen in Start- und Transportbehältern außerhalb des Druckkörpers auf der Höhe des Turmes untergebracht. Das U-Boot konnte die Lenkwaffen nur während der Überwasserfahrt starten.
Die späteren Ausführungen können aus den 533-mm-Standard-Torpedorohren gestartet werden. Dazu sind die Lenkwaffen in versiegelten Schutzbehältern im Torpedoraum des U-Bootes gelagert. Für den Start wird der Schutzbehälter mit der Lenkwaffe in ein Torpedorohr geschoben. Der Schutzbehälter wird mittels Gasdruck aus dem Torpedorohr gestoßen. Nach dem Verlassen des Torpedorohres taucht der Schutzbehälter mittels eines Raketenboosters an die Wasseroberfläche. Nach dem Durchstoßen der Wasseroberfläche steigt der Schutzbehälter auf eine Höhe von rund 50 m. Dort wird die Kappe des Schutzbehälters abgesprengt, der Booster der Lenkwaffe zündet und treibt diese aus dem Schutzbehälter. Danach entfalten sich die Flügel und die Lenkwaffe nimmt die Marschflughöhe ein. Der weitere Flugverlauf erfolgt analog der schiffsbasierten Ausführung. In der Marine der Volksrepublik China ist die U-Boot-basierte YJ-1 auf den U-Booten der Typ 091 (Han-Klasse) und der Typ 039 (Song-Klasse) installiert.

## Versionen
Für die YJ-1 und ihre Weiterentwicklungen existieren eine große Anzahl an Bezeichnungen und Abkürzungen.
| Bezeichnung | Exportbezeichnung | Startplattform           | Antrieb                    | Bemerkung                                                                                             |
| ----------- | ----------------- | ------------------------ | -------------------------- | --- |
| YJ-1        | C-801             | Schiffe & Fahrzeuge      | Booster & Raketentriebwerk | Ursprungsentwurf, NATO-Codename CSS-N-4 Sardine, Reichweite 42 km                                     |
| YJ-2        | C-802             | Schiffe, Fahrzeuge       | Booster & Turbojet         | Ausführung der YJ-1 mit Turbojet-Triebwerk, NATO-Codename CSS-N-8 Saccade, Reichweite 120 km          |
| YJ-12       | C-801A            | Schiffe, Fahrzeuge       | Booster & Raketentriebwerk | Ausführung der YJ-1 mit Faltflügeln, Reichweite 42 km                                                 |
| YJ-8        | C-801             | Schiffe & Fahrzeuge      | Booster & Raketentriebwerk | Verbesserte Ausführung der YJ-1 mit neuer Elektronik.                                                 |
| YJ-8A       | C-801A            | Schiffe & Fahrzeuge      | Booster & Raketentriebwerk | Ausführung der YJ-8 mit Faltflügeln, eingeführt 1992                                                  |
| YJ-81       | C-801A            | Flugzeuge & Hubschrauber | Raketentriebwerk           | Luftgestützte Ausführung der YJ-2, Reichweite 50 km, eingeführt 1989                                  |
| YJ-8K       | C-801K            | Flugzeuge & Hubschrauber | Raketentriebwerk           | Luftgestützte Ausführung der YJ-8                                                                     |
| YJ-8Q       | C-801Q            | U-Boote                  | Booster & Raketentriebwerk | U-Boot-basierte Ausführung der YJ-8A, Reichweite 30–35 km                                             |
| YJ-82       | C-802             | U-Boote                  | Booster & Turbojet         | U-Boot-basierte Ausführung der YJ-2, eingeführt 2003                                                  |
| YJ-21       | C-802A            | Schiffe & Fahrzeuge      | Booster & Turbojet         | Ausführung der YJ-2 mit Faltflügeln                                                                   |
| YJ-82K      | C-802K            | Flugzeuge & Hubschrauber | Turbojet                   | Verbesserte Ausführung der YJ-21 mit neuer Elektronik, Reichweite 150–160 km                          |
| YJ-83       | C-803             | Schiffe & Fahrzeuge      | Booster & Turbojet         | Verbesserte YJ-2 mit verbessertem Lenksystem und neuer Elektronik, Reichweite 180 km, eingeführt 1998 |
| YJ-82K      | C-802AK           | Flugzeuge & Hubschrauber | Turbojet                   | Luftgestützte Ausführung der YJ-82, Reichweite 230–250 km, eingeführt 2002                            |

→ Quelle der Daten

## Einsatz
Während des Libanonkrieges 2006 startete die Hisbollah am 16. Juli zwei landgebundene C-801 oder C-802. Ziel war die INS Hanit, eine Korvette der Sa’ar-5-Klasse der israelischen Marine. Das Schiff befand sich rund 18 km vor der Küste von Beirut. Eine der beiden Lenkwaffen traf die INS Hanit knapp über der Wasserlinie auf der Steuerbordseite. Die zweite Lenkwaffe verfehlte die INS Hanit und traf stattdessen ein abseits fahrendes Frachtschiff. Das unter kambodschanischer Flagge fahrende Schiff befand sich rund 60 km vor der Küste. Der Treffer auf der INS Hanit verursachte einen Brand an Bord, der kurzzeitig die elektrische Energieversorgung und das Antriebssystem ausfallen ließ. Nachdem Stunden später der Brand unter Kontrolle gebracht werden konnte, lief das Schiff den Hafen von Aschdod an und wurde später wieder repariert. Bei dem Angriff kamen vier Besatzungsmitglieder ums Leben. Da auf Fotos der beschädigten INS Hanit keine Strukturschäden erkennbar sind, ist anzunehmen, dass der Sprengkopf der Lenkwaffe nicht detonierte.
Weitere Einsätze erfolgten während des Bürgerkriegs in Jemen. Im Herbst 2015 beschossen Bürgerkriegsparteien Schiffe im Golf von Aden und im Roten Meer mit Seezielflugkörpern. Bei den eingesetzten Lenkwaffen handelte es sich vermutlich um die Modelle C-801 oder C-802, die von den Huthi ab dem Festland gestartet wurden. Neben mehreren Treffern auf zivile Tankern wurden auch Treffer auf Kriegsschiffen von Saudi-Arabien und den Vereinigten Arabischen Emirate erzielt. Weiter wurden auch Kriegsschiffe der United States Navy beschossen, jedoch ohne Treffer zu erzielen.
2020 wurde während eines Seezielschießens der iranischen Marine versehentlich das Hilfsschiff Konarak getroffen, das die Seeziele in Position brachte. Dabei wurden 19 Seeleute getötet und 15 weitere verletzt.

## Verbreitung
- Algerien – C-802: 75[18]
- Bangladesch – C-802: 70[18]
- Indonesien – C-802: 53[18]
- Iran – C-801: 225, C-802: 380 plus Lizenzproduktion mit der Bezeichnung Karus, Tondar und Noor[18]
- Jemen – C-801: 25[18]
- Libanon – Anzahl unbekannt[11]
- Myanmar – C-801: 80, C-802: 80[18]
- Nigeria – Anzahl unbekannt[11]
- Pakistan – C-802: 350[18]
- Nordkorea – Anzahl unbekannt
- Syrien – Anzahl unbekannt[11]
- Volksrepublik China – Anzahl unbekannt
- Thailand – C-801: 78, C-802: 60[18]